# Архідієцезія Бару

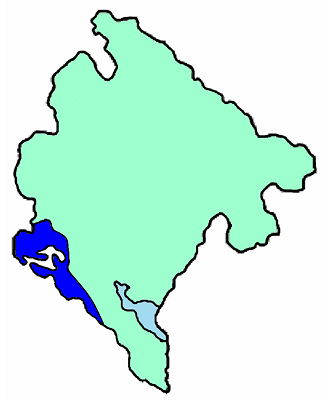
Карта Чорногорії
Діоцезія Котора
Архідієцезія Бара

Архієпархія Бару або Архідієцез Бару (лат. Archidioecesis Antibarensis, чорн. Barska nadbiskupija) — архідієцезія Римо-католицької церкви, що включає в себе більшу частину території Чорногорії. Веде свою історію з VIII століття. Архієпископ Бару з XV століття носить духовний титул примаса Сербії.

## Історія

### Єпархія Бару
Поширення християнства на території сучасної архідієцезії Бару пов'язане з утворенням Діоклейської (Дуклянської) єпархії, перший відомий єпископ Евандр, згадується як учасник Халкедонського собору 451 року (Evandrus episcopus civitatis Diocliae definiens subscipsi). Проте достовірної дати створення Діоклейської єпархії невідомо. У 732 році імператор Лев III Ісавр передав митрополію Діррахія (Східний Іллірік), яка включала в той час у себе територію сучасної Чорногорії, з юрисдикції папи римського у підпорядкування константинопольського патріарха. Цим роком датується перелік 15-ти суфраганів митрополії, що дійшли до нас, серед яких були Діоклейська, Скадарська, Ольциніумська і Барська діоцезії

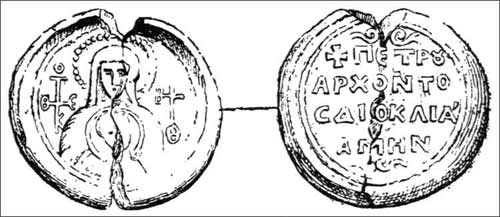
Печатка князя Петрислава (бл. 970—990)

На початку IX століття на територію Барської діоцезії першими для здійснення місіонерської діяльності серед слов'янських племен, що заселяли адріатичне узбережжя Балкан у VII столітті, прийшли ченці-бенедиктинці. Місіонери заснували тут свої численні монастирі, храми, школи та лікарні (наприклад, Ратацьке абатство (XI століття)) і своєю працею в системі меліорації й обробітку земель сприяли відродженню економічного значення Барського поля. За імператора Василія I Македонянина (867—886) почався процес інтенсивної християнізації слов'янських племен із боку Візантії. У середині X століття на території сучасної Чорногорії виникло слов'янське князівство Дукля, столиця якого спочатку розташовувалася в районі Бару. Дуклянська знать до цього часу була вже в достатній мірі християнізованою. Так князь-архонт Петрислав (правил бл. 970—990) зводив церкви та помістив на свою печатку лик Богородиці, а його син і спадкоємець Йован Володимир, віроломно убитий болгарським царем Іваном Владиславом в 1016 році, незабаром був зарахований до лику святих.

### Створення архідієцезії
Питання церковної юрисдикції Барської єпископії в IX—X століттях й ідентифікація митрополії, до якої вона належала в той період, залишаються незрозумілими. Ймовірно, в цей час на якийсь термін була створена Діоклейська (Дуклянська) архідіоцезія, до складу якої увійшло Барське єпископство. Після смерті князя Йована Володимира Дуклянська архідіоцезія знову була понижена до статусу діоцезії та разом із Барським єпископством увійшла до складу Салонської архідіоцезії. Очевидно ця зміна не влаштовувала ієрархів Східного Ілліріка та правителів молодої Дуклянської держави, і тому папу римського закидали проханнями про повернення власної митрополії. Однієї з підстав наводився трагічний випадок: між 1030 та 1050 роками чотири місцевих єпископа (Барський, Олциніумський, Которський та Свацький) вирушили разом на одному кораблі на церковний собор у центр митрополії, потрапили в шторм і затонули біля острова Хвар. Існує думка, що одне з подібних прохань було направлено папі дуклянським князем Воїславом (Доброславом), що піднявши повстання проти Візантії, домігся незалежності Дуклі та суттєво розширив її кордони.

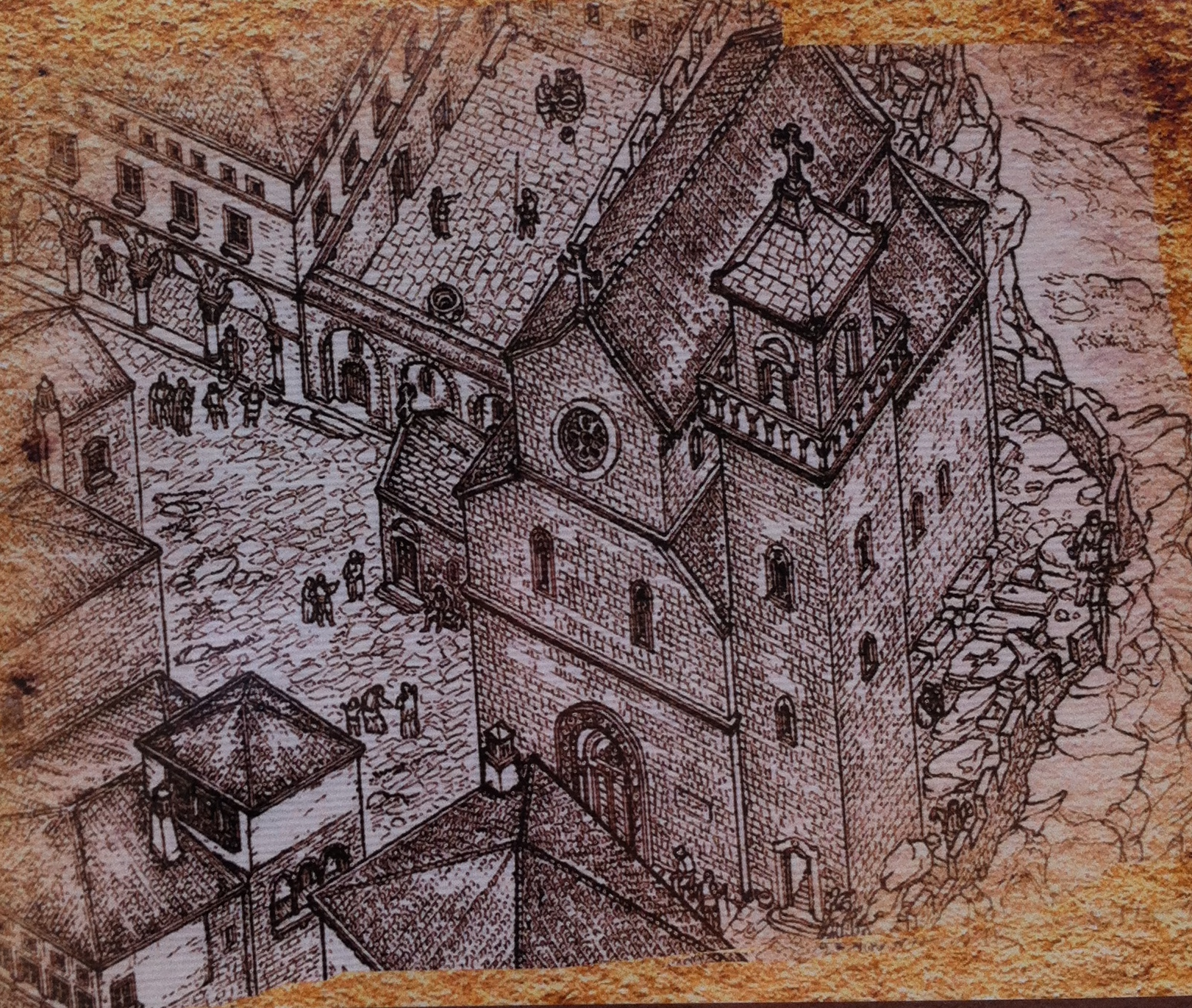
Собор Святого Георгія в Старому Барі. Сучасна реконструкція

У період правління князя Михайла Воїславовича в 1054 році відбувається розкол християнської церкви на православну та католицьку, при цьому Дуклянське князівство залишається в церковній юрисдикції Римо-католицької церкви. Тривале військове протистояння з Візантією сприяло подальшому зближенню Дуклі з Римом і в 1077 році в Барі папа Григорій VII надав Михайлу титул «короля слов'ян» (Sclavorum Rex). Це в свою чергу зробило найбільш актуальним питанням створення в новому королівстві власної церковної митрополії, чого Михайло невпинно домагався. Наступний король Дуклі Костянтин Бодін, скориставшись чварами у римській курії, домігся від антипапи Климента III бажаного рішення. У 1088 році єпископ Бару Петар прибув до Риму та вручив Климентові III прохання про заснування в Дуклі архієпархії. 8 січня 1089 року антипапа Климент своєю буллою заснував Діоклейсько-Барську архієпархію (Arhiepisco Diocliensis atque Antibarensis Ecclesiae). У цьому документі підкреслювалося, що нова архієпархія є правонаступницею колишньої Діоклейської митрополії, а новий архієпископ володіє традиційними правами архієпископів Діоклеї як їх правонаступник. Єпископу Петару були послані архієпископські облачення як символ нового статусу. У церковну юрисдикцію нової митрополії увійшли діоцезії Діоклеї, Бару, Котора, Олциніума, Свача, Скадара, Дриваста, Полата, Рашки, Боснії та Травунії, а також всі монастирі «як далматинців, так і греків і слов'ян» (omnia monasteria tam Dalmatinorum quam Grecorum atque Sclavorum). Архієпископ Петар отримував привілеї «нести перед собою хрест за все королівство Дукля» (crux per omne regnum Diocliae feratur ante te). Кафедральним храмом архієпархії став собор Святого Георгія в Барі.

### Спори щодо юрисдикції
Створення Барської архідіоцезії з настільки великою церковною юрисдикцією викликало різке невдоволення сусідньої дієцезії Дубровника, яка втратила статус митрополії, отриманий нею в 998 році. Зокрема, дієцезія Котора, єпископ якої з 1078 року був суфраганом архідіоцезії Дубровника, при створенні Барської митрополії перейшла під її юрисдикцію. Протидія Дубровника посилилася після смерті короля Бодина в 1099 році й на розгляд папського трибуналу потоком пішли юрисдикційні спори між Дубровником і Баром. У 1120 році з відродженням архідіоцезії Дубровника Которська діоцезія знову перейшла в її підпорядкування. Правителі Дуклі, розуміючи деяку легітимність створення Барської митрополії антипапою, прагнули отримати визнання цього акту з боку «більш легітимного» папи. Завдяки старанням короля Грубеши, 24 січня 1124 року папа Калікст II своєю буллою підтвердив право митрополії Барського архієпископа Іллі, при цьому включивши до складу архідіоцезії Бару ще й діоцезію Будви.
У 1149 році більшу частину Дуклянської держави захопив рашський жупан Деса Вуканович, під владою дуклянського князя Радослава залишився лише Котор. За підтримки Деси архієпископу Дубровника, принаймні формально, вдалося поширити свою митрополичу юрисдикцію на діоцезії Барського архієпископства. У 1153 році папа Анастасій IV схвалив зміщення архієпископом Дубровника зі своїх кафедр єпископів Олциніума та Дриваста. Це було рівнозначно визнанню папою ліквідації Барської митрополії на користь митрополії Дубровника. У 1160-х роках велика частина території Барської архідіоцезії була завойована Візантією, яка прагнула встановити тут духовну владу константинопольського патріарха. Візантійці підтримали митрополичі домагання архієпископа Бару, суфрагани якого тут же відмовилися визнавати юрисдикцію Дубровника. У результаті архієпископ Дубровника Трибун відлучив від церкви єпископів Бару та Ольциніума, що відмовилися підкорятися йому та звернувся за підтримкою до папи. Підтримавши Трибуна, папа Олександр III в 1167 році направив послання «кліру й народу» обом діоцезіям із вимогою не підкорятися своїм єпископам, доки вони не визнають Дубровницького архієпископа своїм митрополитом. Рішення папи викликало загальне невдоволення, вражений цим вчинком архієпископ Бару незабаром помер, а його престол залишався вакантним кілька років. В 1172 році новим архієпископом був призначений Гргур (Григорій) Гризогоно з Задара (на думку деяких дослідників, автор Літопису попа Дуклянина), який після прибуття в Бар виявив, що архієпископська резиденція була розграбована відразу після смерті попереднього ієрарха. Заручившись підтримкою дуклянського князя Михайла III, Гргур почав відновлення Барської митрополії. Незабаром йому вдалося залучити на свою сторону архієпископа Сплітського Райнерія, що користувався повагою в папській курії. Достовірно невідомо, коли папа змінив своє рішення щодо митрополії Бару, однак в своїх листах від 1179 року Гргур вже використовував титул архієпископа, чого не міг дозволити собі раніше.
У 1180 році Дукля знову почала відчувати військово-політичний тиск з боку князівства Рашка, якому князь Михайло III не міг протистояти. У тому ж році був убитий архієпископ Райнерій. Скориставшись ситуацією, архієпископ Дубровника відновив свою активність в римській курії щодо повернення своєї митрополії над Барською архідіоцезією. Близько 1189 року Дуклянське князівство було повністю поглинене Рашкой, яку очолювала династія Неманичів, а княгиня Десіслава й архієпископ Гргур втекли в Дубровник. Барське архієпископство фактично перестало існувати. У 1195 році Дукля та Травунія були віддані в уділ Вукану Неманичу, який незабаром проголосив себе незалежним «королем Дуклі та Далмації» та звернувся до папи Іннокентія III з проханням про відновлення Барської митрополії. Незважаючи на протидію Дубровника, в 1199 році папа передав мантію архієпископа новообраному предстоятелю Барської архідіоцезії Івану I. Однак юрисдикційні суперечки з Дубровником не вщухли, що вносило розкол у духовенство Барської митрополії. Так, єпископ Олциніума Марко, за згодою свого капітулу та городян, звернувся до короля Джорджа Вукановича та князя Ольциніума Мирослава з проханням про повернення до складу митрополії Дубровника. Протистояння двох архідіоцезій тривало до середини XIII століття. Після смерті архієпископа Івана I в 1247 році Дубровник знову заявив свої претензії на митрополію над діоцезіями Барської архідіоцезії. Папа Інокентій IV, бажаючи покласти край конфлікту, не дозволив барському капітулу обрати нового архієпископа, а призначив свого кандидата, який став архієпископом під ім'ям Івана II. Пристрасті загострилися до такої міри, що почалися збройні сутички між городянами Дубровника та Бару. Розгляд цієї суперечки було передано в папський трибунал, але процес просувався дуже повільно і папа своїм посланням у 1248 році закликав городян до миру, проте між Баром і Дубровником вже розгорілася справжня війна. Архиєпископ Іван II був схоплений і кинутий до в'язниці, після чого він наклав анафему на весь Дубровник. Нарешті, дійшло до того, що в конфлікт втрутився король Стефан Урош I, прийнявши сторону архідіоцезії Бару, що входила до складу королівства. Архієпископа Бару підтримав і брат короля Стефан Владислав, в уділ якого входила територія колишньої Дуклі (нині Зета). Позиція світських властей мала вирішальне значення для папської курії. На початку 1252 року в Перуджі відкрилося засідання папського трибуналу. У серпні помер архієпископ Іван II і судове засідання було призупинено до 1253 року, коли папа призначив новим архієпископом Бару францисканця Готфріда, незважаючи на протести Дубровника. Остаточне вирішення конфлікту на користь Барської митрополії відбулося тільки в 1255 році під час зустрічі делегатів обох архідіоцезії в Римі.

### Середньовічний устрій

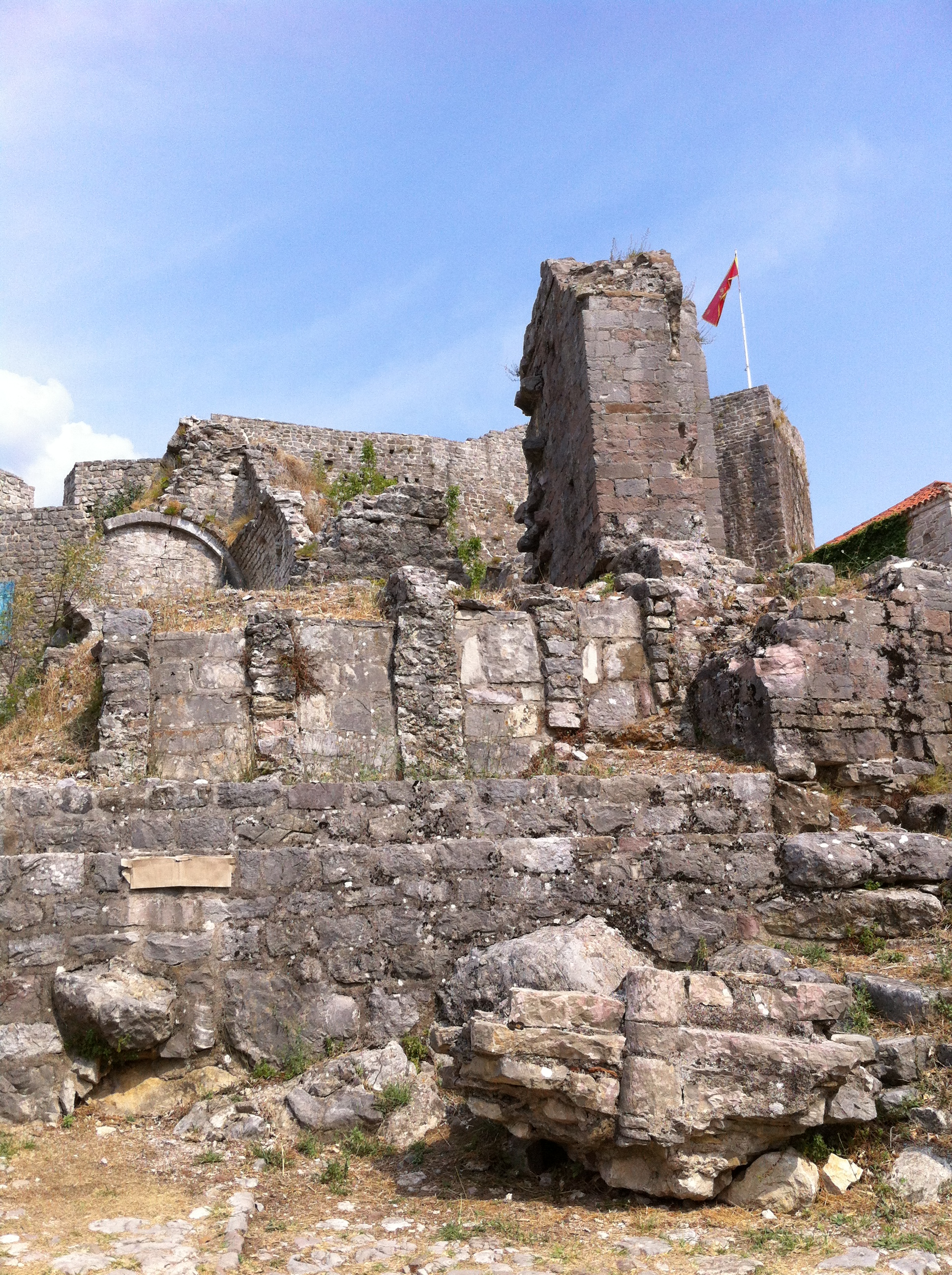
Руїни францисканського абатства Святого Миколая в Старому Барі. Кінець XIII століття

Кафедральним храмом архідієцезії був собор Святого Георгія в Барі, освячений в честь святого покровителя міста та дієцезії. Архієпископ, як правило, обирався капітулою архідієцезії з числа місцевого духовенства та лише в екстрених випадках призначався папою з Риму. Каноніки та настоятель собору Святого Георгія входили у склад капітули архідієцезії, в якому користувалися найбільшим авторитетом. Крім них, до складу капітула входило по 6 каноніків колегіальних церков Святого Петра, Святого Іллі та Святої Марії. На чолі капітула стояв архідиякон, на чолі трьох колегіальних церков — архіпресвітери. Каноніки проживали в «колегіумах» — спеціальних домах при церквах. П. А. Ровінський, який відвідав Старий Бар в 1880 році, незадовго до його повного зруйнування, помітив на багатьох середньовічних будинках знак «J. H. S.» (Jesus hominum salvatoris), що свідчив про їх належність католицькому духовенству.
Відомості про загальну кількість церков та інших будівель, що належали архідієцезії, неоднозначні й поки не підтверджені археологічними дослідженнями, що частково пов'язано з переобладнанням багатьох із них у мечеті в період османського панування. У папській буллі 1089 року згадуються собор Святого Георгія, дві церкви святого Архангела і чотири церкви Святої Марії. Крім цього, з різних середньовічних джерел відомо про церкви Святих Сергія і Вакха, Святого Стефана, Святого Леонарда, Святого Іларія, Святого Павла, Святого Авраама, Святої Катерини, Святого Хреста, Святого Віта, Святої Венеранди, Святого Якова, Святого Паломника, Святого Лаврентія, Святого Олександра, Святого Варфоломія, святого Марка, а також капели Святої Олени, Святого Гавриїла, Святого Симона і євангеліста Луки, Святої Марії Магдалини та Святого Андрія. Згідно зі звітом архієпископа Марина III Бицци від 1610 року, крім собору та трьох колегіальних церков, на території архідієцезії перебувало 66 релігійних об'єктів, з яких 18 знаходилися в самому Барі, а 48 — за межами міста. Архієпископ Андрія III Змаєвич в 1671 році повідомляв про 53 церкви та капелли в самому Барі і поблизу міста.
На території архідієцезії розташовувалося чотири бенедиктинські абатства: Святого Сергія у Мркоєвичах, Святого Спаса, Святого Марка в горах біля Старого Бару та Святої Марії Ратацькой. Ще про два бенедиктинські монастирі, один із яких жіночий, не збереглося ніяких даних. У 1221 році в Барі почали свою діяльність ченці ордена цистерціанців. У кінці XIII століття під заступництвом королеви Єлени Анжуйської були засновані монастир францисканців (в 1288 році) й абатство ордена домініканців. Стараннями королеви Єлени францисканські абатства з'явилися в Барі, Которі, Ульцині та Скадарі.
Оскільки більшість населення архідієцезії Бару було слов'янським, в 1248 році папа Інокентій IV дав згоду на введення латинсько-слов'янської диглосії при проведенні літургій на території архідієцезії: на додаток до латині було дозволено здійснювати богослужіння старослов'янською мовою.

### Примас Сербії
У XIII столітті архієпископ Бару отримав духовний титул «архієпископа Слов'янського» (arhiepiscopus Sclaviniensis), перше вживання якого датується 1256 роком, що символізувало його першість серед католицьких ієрархів слов'янської ойкумени на Балканському півострові. У 1303 році папа у своєму листі уповноважив архієпископа Марина I Жаретича (1301—1306) зміщувати голів католицьких парафій на території всієї Сербії й доручив провести реформу серед порушників дисципліни духовенства «Арбана, Полата, Конавала, Дураццо, Котора, Свача, Скадара та Дриваста й в деяких інших місцях під владою грецького імператора Андроніка та сербського короля Уроша, його брата Стефана та коханої дочки у Христі сербської королеви Єлени». Розширення Сербської держави на сусідні слов'янські території, а також подальше зростання загрози ісламізації північно-західної частини Балкан і прагнення Риму консолідувати розрізнені католицькі сили сербів для відображення цієї загрози, стали в XV столітті причиною заміни титулу «архієпископа Слов'янського» на титул примаса Сербії". Безпосереднім ініціатором запровадження цього титулу став архієпископ Бару Стефан II Теглатіє (1473—1485), активний прихильник створення антиосманського союзу. Перша документальна згадка титулу «примас Сербії» датується 1475 роком.

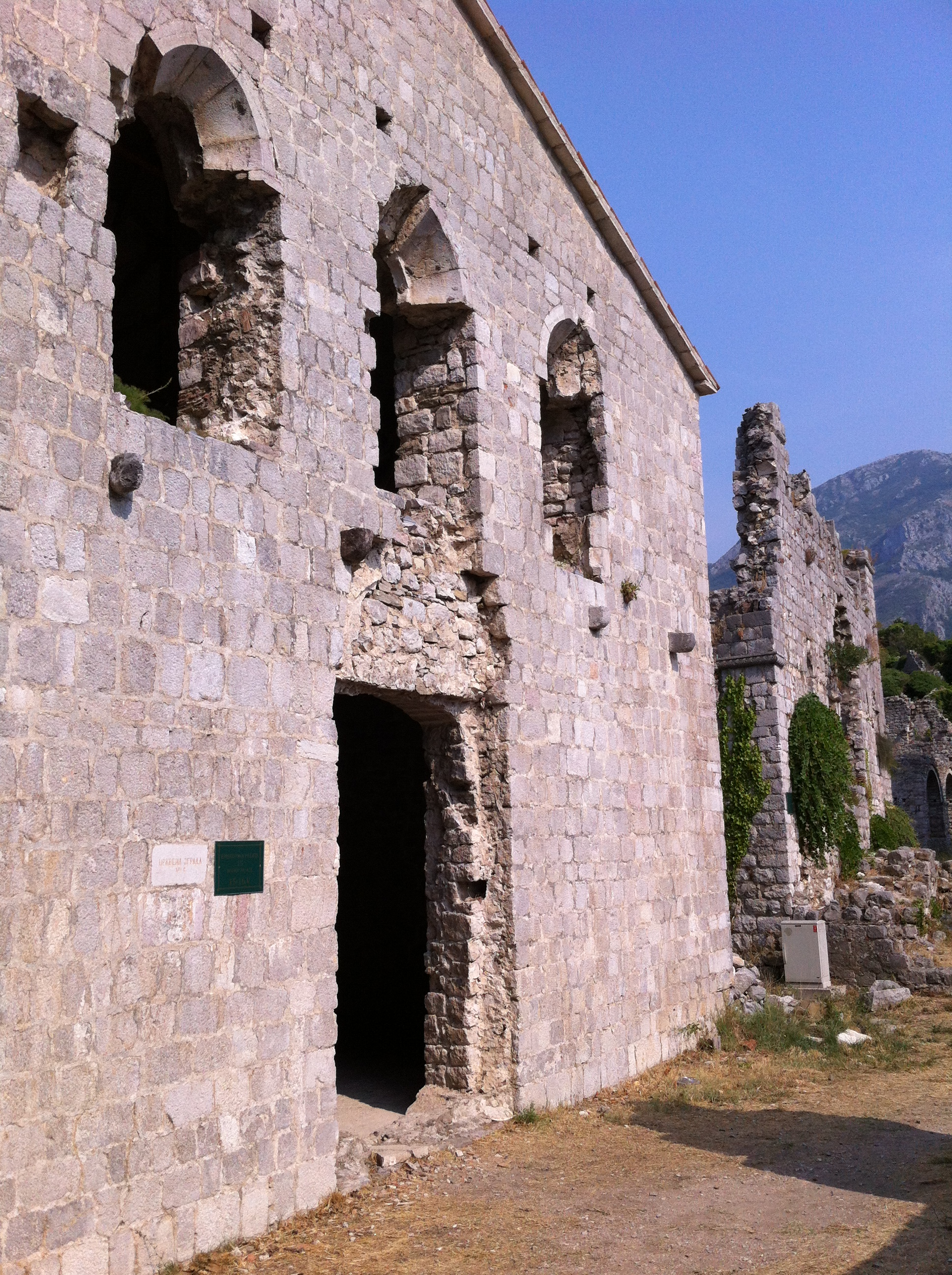
Руїни єпископського палацу в Старому Барі. XV—XVI століття

Архієпископу Бару, як примасу Сербії, були підпорядковані дієцезії Белграда, Смедерева, Ниша, Скоп'є та Прізрена. У той період архієпископ Бару, крім власне архієпископського, носив духовні титули митрополита Албанії, примаса всього королівства Сербія, князя Круя та адміністратора Будви, до яких в XVII столітті додалися ще й титули апостольського візитатора для Македонії та Болгарії. Із часом всі ці титули придбали формальний характер, однак на II Ватиканському соборі примас Сербії займав місце дев'ятого рівня — після кардиналів і патріархів, але перед іншими архієпископами.

### Напередодні османського завоювання
Взаємовідносини між Барською архідієцезією та сербським королівським двором істотно зіпсувалися після призначення у 1324 році архієпископом Бару француза Гійома Адама, фанатичного противника схизми. Він закликав короля Франції організувати хрестовий похід проти православних держав Балканського півострова. У XIV столітті спостерігається ослаблення чернечої дисципліни, погіршення господарювання та запустіння бенедиктинських монастирів архідієцезії. В одній з папських булл 1337 року з сумом зазначалося, що Барська архідієцезія вже більше 30-ти років позбавлена істинної пастирської турботи. У 1347 році папа Климент IV у відповідь на клопотання архієпископа Івана III Зауліні доручив єпископу Ульциня Антонію провести реформу бенедиктинських монастирів в архідієцезії. Судячи з усього, Антоній не особливо досяг успіху у виконанні цього доручення, оскільки в 1391 році папа Боніфацій IX призначив на місце ратацького абата цистерціанця Буція, не знайшовши гідної кандидатури серед ченців-бенедиктинців самого абатства. У кінці XIV століття на території архідієцезії відбувається поступове зміцнення позицій православ'я, яке при Балші III (1403—1421) було оголошено державною релігією. Однак у прибережних містах Зети продовжувала домінувати католицька традиція й аж до османського завоювання в XVI столітті продовжувалося будівництво католицьких храмів та інших релігійних об'єктів.

Венеційські володіння на території Чорногорії й Албанії в середині XV століття

У середині XV століття все зетське узбережжя, включаючи місто Бар і головні міста дієцезії-суфрагани, перейшли під владу Венеційської республіки. Незабаром всі міські чиновницькі посади були зайняті венеційцями, головним чином, дворянами. Близькість османської загрози призвела до того, що фактична влада в місті зосередилася в руках венеційських військових. Військово-аристократичне правління викликало різке невдоволення простих жителів Бару, що призводило до постійних сутичок між знаттю і простим людом, в тому числі і озброєним. Це протистояння поступово перекинулося і на барське духовенство, яке також розділилося на дві партії, в залежності від станової приналежності кліриків. Відкрите зіткнення між «священиками-аристократами» і «священиками-міщанами», відоме під назвою «Свята спрага» (серб. «Sveta žudnja»), відбулося в день Великої п'ятниці 1555 року. Клірики зіткнулися у дарохранильниці, сперечаючись про те, кому першим взяти гостію для святого причастя. Суперечка швидко переросла в справжню битву. Конфлікт тривав аж до османського завоювання. Іншою проблемою, що виникла в архідієцезії з венеційським завоюванням, стало невдоволення нових господарів місцевими особливостями ведення літургії, що допускала використання старослов'янської мови поряд із латинською .

### У складі Османської імперії
У 1570 році почалося османське завоювання Сербського Помор'я, що належало Венеції. У 1571 році турецька ескадра взяла Дульчиньо й вирізала все населення міста, потім османські війська взяли в облогу Бар. Барський гарнізон не в силах був протистояти туркам і венеційський комендант Алессандро Донато таємно послав османському адміралу Петрев-паші ключі від міста. Вночі венеційські війська й знать покинули Бар. Архієпископ Іван VIII Бруно безуспішно закликав на допомогу венеційські війська. Бар був зайнятий турками без бою, архієпископ був захоплений в полон, відправлений на галери і незабаром убитий під час битви при Лепанто. Частина населення Бару було вбита, частина втекла до Венеції й в інші християнські країни, частина прийняла іслам.
Майже вся територія архідієцезії опинилася під владою Османської імперії. Османська влада заборонила знаходитись барському архієпископу в Барі, тому резиденція наступних архієпископів розташовувалася за межами контрольованої турками території, найчастіше в Будві (де вони поєднували сан архієпископа з посадою апостольського адміністратора Будванської дієцезії). Дозвіл на відвідування Бару вдалося отримати лише архієпископу Марину III Біцці, який негайно вирушив туди з Будви на початку січня 1610 року і був доброзичливо прийнятий в Барі турецькою владою. Католики тоді складали меншість населення міста, поряд із мусульманами та православними. Частина церковного майна була конфіскована турками й використовувалась ними на власний розсуд, так у колишньому жіночому монастирі була влаштована кав'ярня, а палац архієпископа перетворили в конюшню. У 1622 році в Римі була заснована Конгрегація пропаганди віри, одним із завдань якої став розвиток місіонерської діяльності на території архідієцезії Бару.
Із моменту приєднання архідієцезії до Османської імперії відбувалася поступова конфіскація церковного майна, в тому числі храмів. Незадовго до 1610 року одна з церков Бару була перетворена турками в стайню, потім барський собор Святого Георгія був перероблений в мечеть «Лонджа», а церква Святого Миколая — в мечеть «Орта». У 1630 році ще одна церква була зайнята мусульманами. Наступного року церква Святої Марії була перетворена на мечеть, а три священика, які відмовилися прийняти іслам, були посаджені на палю. Еміграція католиків із Бару зросла. Початок Кандійської війни призвело до посилення репресій католицького населення архідієцезії османською владою. У 1646 році почалася масова примусова ісламізація барських християн, а барський архієпископ, що підтримав венеційців, був вигнаний з Бару. Все майно архідієцезії було конфісковано, а резиденція архієпископа зруйнована. Архієпископ Йосип Буональдо втік у дієцезію Сапи. До середини XVII століття в самому місті Бар не залишилося ні однієї католицької родини, однак близько 300 католиків проживали в турецьких будинках як прислуга-раби. До 1663 року на території архідієцезії з приблизно 5 000 католиків залишилося не більше 2 000.
У 1671 році Бар відвідав новий архієпископ Андрія III Змаєвич, який був досить доброзичливо прийнятий османською владою. У робітничому одязі з хрестом на грудях архієпископа офіційно зустріли в Барі й відвели в спеціально виділену для нього резиденцію. Архієпископ вільно переміщався по території архідієцезії. Оскільки постійно перебувати в Барі йому все ж не було дозволено, архієпископ зупинився у Паштровичів, звідки й керував архідієцезією. У кінці XVII століття знову активізувалися спроби повної ісламізації зетського узбережжя — із 1699 по 1707 роки близько тисячі католиків архідієцезії Бару перейшли в іслам. Знову була знесена резиденція архієпископа Бару разом із церквою Святої Марії. Архієпископ Марко III Джорга (пом. 1700 року) переїхав у свій рідний Спіч, поблизу Сутоморе, де незабаром помер. Наступному архієпископу Віцко Змаєвичу турки заборонили з'являтися в архідієцезії, більш того, на його життя було вчинено замах на кордоні архідієцезії, однак архієпископа врятували місцеві віруючі. Віцко Змаєвичу вдалося відвідати архідієцезію лише в 1703 році.
Чергова турецько-венеційська війна (1714—1718), в якій на боці Венеції билися й католики Барської архідієцезії, стала приводом нового посилення репресій османської влади і активізації насильницької ісламізації щодо християн Сербського Помор'я. Це призвело до нової хвилі еміграції католицького населення. Становище ускладнилося в 1717 році через епідемію чуми, що прийшла зі Скадара. У 1726 році почалася еміграція великих груп католиків в околиці Задара, чому сприяв Віцко Змаєвич, що займав у той період кафедру задарського архієпископа. Ситуація почала дещо змінюватися на краще лише до середини XVIII століття, з 1744 року архієпископам Бару було дозволено проживати на території своєї архідієцезії.

## Ординарії
Із 1998 року по 2016 рік римо-католицьку архієпископську кафедру Бару займав архієпископ Зеф Гаші (за походженням косовський албанець) з конгрегації салезіанців Дона Боско. Із 5 квітня 2006 року дану кафедру очолює Rrok Gjonlleshaj.